# Carlo Colombara
Carlo Colombara (n. Bolonia; 1966) es un bajo italiano, destacado intérprete en el repertorio verdiano.

## Biografía
El bajo Carlo Colombara es natural de Bolonia y vive en Lugano. A los 15 años empieza a estudiar canto en su ciudad natal, después de haber estudiado piano, con el maestro Paride Venturi. En 1986 llamó por primera vez la atención pública cuando fue galardonado en el prestigioso concurso G.B.Viotti en Vercelli como mejor cantante italiano. Al año siguiente ganó en Milán el “Concorso As.Li.Co” y muy pronto debutó en algunas de las más renombradas óperas italianas. Después debuta en el romano Teatro dell’Opera con Silva (Ernani de Verdi), en el Teatro Comunale de Bolonia con Seneca (L’incoronazione di Poppea de Monteverdi) y en el Teatro La Fenice de Venecia con Creon (Oedipus Rex de Stravinsky. Siguen las primeras actuaciones a nivel internacional y el debut en La Scala de Milán (1989) con el papel de Procida en I vespri siciliani bajo la dirección de Riccardo Muti. Ha regresado en repetidas ocasiones al mítico escenario milanés, también inaugurando la temporada de 1997 con Macbeth, siempre bajo la batuta de Muti.
Entre otros debuta en 1995 como Archibaldo en L’amore dei tre re de Italo Montemezzi y en 1996 como Zaccaria en Nabucco de Giuseppe Verdi. Junto a Zubin Mehta participó en la producción al aire libre de Turandot grabada en la Ciudad Prohibida de Pekín. Esta representación, transmitida en todo el mundo, está documentada en CD, vídeo y DVD. 
Ha colaborado con la práctica totalidad de los directores más significativos de las últimas décadas como Bruno Bartoletti, Riccardo Chailly, Daniel Oren, Georges Prêtre, Daniele Gatti, Pinchas Steinberg, Colin Davis, Gianandrea Gavazzeni, Carlo Maria Giulini, Lorin Maazel, Zubin Mehta, Antonio Pappano, Michel Plasson, Wolfgang Sawallisch, Giuseppe Sinopoli, Philippe Auguin, Georges Prêtre o Georg Solti.
En la temporada 2008/2009 ha cantado Macbeth en La Coruña, I Puritani en el Teatro Massimo de Palermo, Messa da Requiem de Verdi en Módena –un homenaje a Luciano Pavarotti- Nabucco en el Teatro Valli de Reggio Emilia, y el Requiem de Verdi en Bruselas, Stuttgart y Marseille, Luisa Miller en Múnich, Aida en Roma, Nabucco en Zúrich, Mefistofele (debut) en Savonlinna y Carmen (otro debut, como Escamillo) en el Festival Terme di Caracalla de Roma.
En la temporada 2009/2010 ha cantado en Ernani en Zúrich, un concierto en homenaje al grande Luciano Pavarotti en el Teatro Comunale de Bolonia, La Favorite en el Maestranza de Sevilla, Nabucco en Zúrich, Lucia di Lammermoor en Catanzaro, La sonnambula en Las Palmas, Aida en el Metropolitan de Nueva York, Norma en el Teatro Real, Macbeth en Bruxellas y ha debutado el papel de Don Pasquale en el Festival Castell de Peralada.
En la temporada 2010/2011 ha cantado en Les contes d'Hoffmann (Offenbach) en la Aichi Triennale de Nagoya, el papel protagonista de Don Giovanni (Mozart) en el Teatro del Giglio, Lucca, I Masnadieri, Simon Boccanegra (Verdi) y Anna Bolena (Donizetti) en la Zúrich Opernhaus, Anna Bolena en el Teatre del Liceu de Barcelona, Norma en el Pérez Galdós de Las Palmas, Nabucco (Verdi) en La Monnaie, Bruxelles., Anna Bolena (Donizetti) y La Bohème en la Zúrich Opernhaus.
En el verano 2011 ha protagonizado Don Giovanni en el Savonlinna Opera Festival, ha cantado Timur de Turandot en el Festival Puccini de Torre del Lago, ha sido el protagonista del espectáculo-concierto Carlo Colombara 1/1 prima en el Auditorio Puccini y el dos de septiembre ha inaugurado el Umbria Music Fest con un concierto di arias operisticas acompañado por la pianista Natalia Morozova.
En la temporada 2011/2012 ha cantado el personaje de Zaccaria (Nabucco) en la Metropolitan Opera de Nueva York y en el ABAO de Bilbao, Oroveso de Norma en la Ópera de Oviedo, Colline de La bohème en el Gran Teatre del Liceu y en el Festival de Salzburgo e Jacopo Fiesco de Simon Boccanegra en la Ópera de Zúrich. Además ha debutado el papel de Scarpia de Tosca en Parma y ha protagonizado el espectáculo Stasera decido io! con dirección de escena de Serenella Gragnani y Giulio Frugoli en el Teatro del Giglio de Lucca.

## Repertorio
- Vincenzo Bellini
  - I Capuleti e i Montecchi (Lorenzo)
  - Norma (Oroveso)
  - I Puritani (Sir Giorgio)
  - La Sonnambula (Rodolfo)
- Georges Bizet
  - Carmen (Escamillo)
- Arrigo Boito
  - Mefistofele (Mefistofele)
- Gaetano Donizetti
  - Anna Bolena (Enrico VIII)
  - La Favorita (Baldassare)
  - Linda di Chamonix	(Prefetto)
  - Lucia di Lammermoor (Raimondo Bidebent)
  - Lucrezia Borgia (Don Alfonso)
- Charles Gounod
  - Faust (Méphistophélès)
  - Romeo et Juliette	(Frate Lorenzo)
- Halevy
  - La juive	(Cardinal Brogni)
- Georg Friedrich Händel
  - Rinaldo (Mago Christiano)
- Italo Montemezzi
  - L'amore dei tre re (Arcibaldo)
- Claudio Monteverdi
  - L' incoronazione di Poppea (Seneca)
  - Il ritorno d'Ulisse in patria (Nettuno)
- Wolfgang Amadeus Mozart
  - Don Giovanni (Don Giovanni)
- Jacques Offenbach
  - Les Contes d'Hoffmann (Lindorf, Coppélius, Miracle, Dapertutto)
- Amilcare Ponchielli
  - La Gioconda (Alvise Badoèro)
- Giacomo Puccini
  - La Bohème	(Colline)
  - Turandot (Timur)
- Serguéi Rajmáninov
  - Aleko (Aleko)
- Gioachino Rossini
  - Il barbiere di Siviglia (Basilio)
  - Mosè in Egitto (Mosè)
  - Semiramide (Assur)
- Ígor Stravinski
  - Oedipus Rex (Tirésias)
- Giuseppe Verdi
  - Aida (Ramfis)
  - Attila (Attila)
  - Don Carlo (Filippo II)
  - Ernani (Don Ruy Gómez de Silva)
  - La Forza del Destino (Padre Guardiano)
  - Jérusalem (Roger)
  - I Lombardi alla prima Crociata (Pagano)
  - Luisa Miller (Il Conte di Walter)
  - Macbeth (Banquo)
  - I Masnadieri (Massimiliano)
  - Messa da Requiem
  - Nabucco (Zaccaria)
  - Oberto, Conte di San Bonifacio (Oberto)
  - Quattro pezzi sacri
  - Simón Boccanegra (Jacopo Fiesco)
  - Il Trovatore (Ferrando)
  - I Vespri Siciliani (Giovanni da Procida)

## Premios
- Premio G.B.Viotti (1986)
- Premio As.Li.Co competition (1987)
- Premio Lauri-Volpi (1994)
- Premio Orazio Tosi (1995)
- Premio Cappelli (1999)
- Matassa d'Oro (2002)
- Premio Monteverdi (2009)
- Premio Bonci d'Oro (2011)

## Discografía
En la discografía de Carlo Colombara se incluyen grabaciones en CD y DVD para Virgin, Deutsche Grammophon, BMG, EMI, RCA, Foné, Dynamic, Decca, Bongiovanni, Nuova Era, Naxos, etc., También ha participado en retransmisiones para la radio (entre otras Radio France, Bayerischer Rundfunk) y televisión desde La Scala de Milán, el Maggio Musicale Fiorentino o del Teatro San Carlo de Nápoles. 

### CD
- Recital Daemons & Angels Director Vladimir Ghiaurov (Kicco Classic 2010)
- Recital Rencontres - mélodies francaises Rani Calderon, piano (Dynamic 2008)
- Vincenzo Bellini, La Sonnambula Director Evelino Pidò, Opéra de Lyon / N.Dessay, F.Meli (Virgin Classics 2007)
- Amilcare Ponchielli La Gioconda Director D.Renzetti, A.Gruber, M.Berti (Dynamic 2006)
- Recital Musica proibita Richard Barker, piano (Bongiovanni 2005)
- Gaetano Donizetti Lucia di Lammermoor Director S.Ranzani, Tokyo Philharmonic / M.Devia, M.Álvarez, R.Bruson (2005)
- Giuseppe Verdi Il trovatore Director S.Mercurio, Teatro Bellini Catania / V.Villaroel, E.Zaremba, A.Bocelli, C.Guelfi (Decca 2004)
- Recital Opera Arias Director G. Rath, Orchestra della Svizzera Italiana (Bongiovanni 2003)
- Gaetano Donizetti La Favorite Director MarcelloViotti, Bayerischer Rundfunk/ V.Kasarova, R.Vargas, A.Michaels-Moore (BMG 1999)
- Gaetano Donizetti Lucia di Lammermoor Director Zubin Mehta, Maggio Musicale/ M.Devia, J.Bros, R.Frontali (Foné 1998)
- Gioachino Rossini Stabat Mater Director P.Morandi, Hungarian State Orchestra (Naxos 1998)
- Giacomo Puccini Turandot Director Zubin Mehta/ G.Casolla, B.Frittoli, S.Larin (BMG 1997)
- Giuseppe Verdi Requiem Director P.Morandi, Hungarian State Orchestra (Naxos 1996)
- Giacomo Puccini La Bohème Director Gianluigi Gelmetti, Teatro Comunale Bologna/ D.Dessì, G.Sabbatini, P.Gavanelli (EMI 1991)
- Giuseppe Verdi Requiem Director C.Davis, C.Vaness Bayerischer Rundfunk (RCA 1990)
- Giuseppe Verdi Simon Boccanegra Director G.Solti, L. Nucci, K.Te Kanawa, J.Aragall (Decca 1989)
- G.F. Händel Rinaldo Director J.Fischer, Teatro La Fenice/ M.Horne, C.Gasdia, E.Palacio (Nuova Era 1988)
- Giuseppe Verdi I masnadieri Director W.Gönnenwein, Festival Ludwigsburg/ M.Rowland, M.Malagnini, R.Bruson Bayern ecords

### DVD
- Recital The art of the bass (Naxos 2012)
- Giuseppe Verdi Nabucco Director D.Oren, Arena di Verona / M.Guleghina, L.Nucci, F.Sartori (Decca 2007)
- Amilcare Ponchielli La Gioconda Director D.Renzetti, A.Gruber, M. Berti Arena di Verona (Dynamic 2006)
- Amilcare Ponchielli La Gioconda Teatre de Liceu (TDK 2006)
- Gaetano Donizetti Lucia di Lammermoor Director S.Ranzani, Bunkamura Tokyo / M.Devia, M.Álvarez, R.Bruson (La Voce 2005)
- Giuseppe Verdi Jérusalem Director M.Plasson (RAI Video 2000)
- Giuseppe Verdi Macbeth Director R.Muti, Teatro alla Scala (RAI Video 1998)
- Giacomo Puccini Turandot Director Z.Mehta, Pechino / G.Casolla, B.Frittoli, S.Larin (BMG 1997)
- Giuseppe Verdi Requiem Director D.Oren, Luciano Pavarotti (RAI Video 1996)
- Giuseppe Verdi Nabucco Director P.Carignani, Renato Bruson. Teatro San Carlo Napoli (RAI Video 1996)
- Gaetano Donizetti Lucia di Lammermoor Director Stefano Ranzani, M.Devia, R.Bruson. Teatro alla Scala (Fonit Cetra 1994)
- Giuseppe Verdi Aida Director D.Licata, G.Giacomini, A. Millo (RAI Video 1993)

En 2008 presentó en Sevilla el DVD El arte del bajo, Carlo Colombara en Sevilla, en el que presenta e interpreta algunos de los papeles que lo han hecho famoso.